# Astrosphaeriella applanata
Astrosphaeriella applanata är en svampart som först beskrevs av Elias Fries, och fick sitt nu gällande namn av Scheinpflug 1958. Astrosphaeriella applanata ingår i släktet Astrosphaeriella och familjen Melanommataceae.   Inga underarter finns listade i Catalogue of Life.